# سریع و خشمگین ۵
سریع و خشمگین ۵ یا سریع ۵ (به انگلیسی: Fast Five)، عنوان پنجمین قسمت از مجموعه فیلم‌های سریع و خشمگین است. این فیلم به کارگردانی جاستین لین محصول آمریکا در ژانر اکشن، سرقت و تعقیب و گریز می‌باشد. از بازیگران آن می‌توان به وین دیزل، پل واکر، جوردانا بروستر، ترسی گیبسون، لوداکریس، سانگ کانگ، مت شولتز، دون عمر، السا پاتاکی، ژواکیم دی آلمیدا، گل گدوت و دواین جانسون اشاره کرد. این فیلم پس از فیلم سریع و خشمگین ۴ از این مجموعه، تولید شده‌است. تصویر برداری فیلم در برزیل و پورتوریکو انجام شده‌است.

## خلاصه داستان
دومینیک تورتو موفق می‌شود با کمک برایان اوکانر هنگام انتقال به زندان فرار کند و به آمریکای جنوبی و شهر ریو دو ژانیرو برود. در آنجا تصمیم می‌گیرند تا تعدادی ماشین را سرقت کنند اما این ماشین‌ها متعلق به هرنان رِیس، قاچاقچی مشهور ریو می‌باشد؛ این قضیه منجر به درگیری آن‌ها با رِیس می‌شود. از طرفی مأموری به نام لوک هابز از آمریکا برای دستگیری تورتو و اوکانر به ریو دو ژانیرو آمده‌است. آنها از وجود تراشه‌ای که حاوی اطلاعات مالی امپراتوری جنایتکارانه ریس است، باخبر می‌شوند و تصمیم می‌گیرند برای شروع یک زندگی جدید، تمام پول‌های ریس را که در مکان‌های مختلفی قرار دارند، بدزدند. با نقشه‌ای زیرکانه؛ ابتدا به یکی از محل‌های نگهداری پول‌های او رفته و پول‌های موجود را به آتش می‌کشند؛ رِیس، پس از مطلع شدن از این قضیه تصمیم می‌گیرد تا تمام پول‌ها را به گاوصندوق اداره پلیس منتقل کند. اکنون تورتو و اوکانر تصمیم می‌گیرند با وجود دشواری کار، نقشه خود را عملی کنند…